# 89 Piscium
89 Piscium, eller f Piscium, är en vit stjärna i huvudserien som ligger i Fiskarnas stjärnbild.
89 Piscium har visuell magnitud +5,14 och är synlig för blotta ögat vid någorlunda god seeing. Stjärnan befinner sig på ett avstånd av ungefär 245 ljusår.